# Nemes

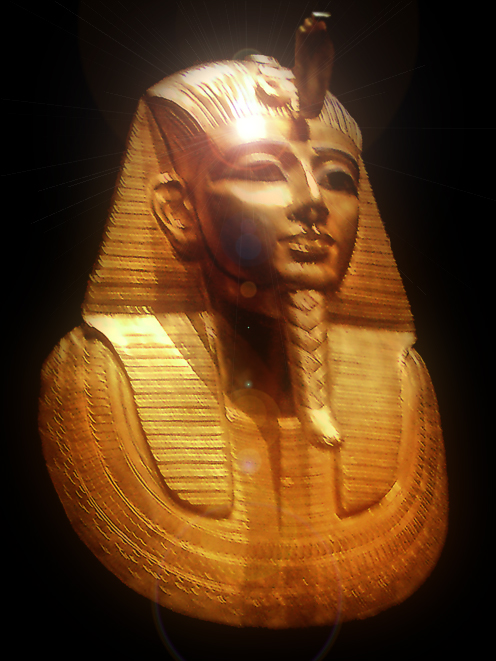
Masker van Psusennes I, met gestreepte nemes

Een nemes is een soort hoofddoek die door farao's in het oude Egypte werd gedragen en waarmee ze hun goddelijkheid wilden tonen. Het dragen ervan was ook enkel voorbehouden aan farao's. 
Een Nemes werd getooid met de twee heraldische dieren van Opper-Egypte (de gier) en Neder-Egypte (de cobra). De hoofddoek was ter bescherming van de zon, die erg heet was in het Oude Egypte.